# Prix littéraires 1989
Liste des prix littéraires décernés au cours de l'année 1989 :

## Prix internationaux
- Prix Nobel de littérature : Camilo José Cela (Espagne)[1]
- Grand prix de littérature du Conseil nordique : Dag Solstad (Norvège) pour Roman 1987[2]
- Grand prix littéraire d'Afrique noire : Victor Bouadjio (France) pour Demain est encore loin.
- Prix littéraire des Caraïbes : Raphaël Confiant (France) pour Le nègre et l'amiral
- Prix des Mascareignes : Guy Lionnet (en) (Maurice) pour La geste française aux Séchelles

## Allemagne
- prix Heinrich-Böll : Brigitte Kronauer
- Prix Georg-Büchner : Botho Strauss
- Prix Friedrich Hölderlin (Bad Homburg) : Wolf Biermann

## Belgique
- Prix Victor-Rossel : Jean-Claude Bologne  pour La Faute des femmes

## Canada
- Grand prix du livre de Montréal : Michel Tremblay pour Le Premier Quartier de la lune
- Prix Athanase-David : Jean Éthier-Blais
- Prix du Gouverneur général :
  - Catégorie « Romans et nouvelles de langue anglaise » : Paul Quarrington pour Whale Music
  - Catégorie « Romans et nouvelles de langue française » : Louis Hamelin pour La Rage
  - Catégorie « Poésie de langue anglaise » : Heather Spears pour The Word for Sand
  - Catégorie « Poésie de langue française » : Pierre Desruisseaux pour Monème
  - Catégorie « Théâtre de langue anglaise » : Judith Thompson pour The Other Side of the Dark
  - Catégorie « Théâtre de langue française » : Michel Garneau pour Mademoiselle Rouge
  - Catégorie « Études et essais de langue anglaise » : Robert Calder pour Willie - The Life of W. Somerset Maugham
  - Catégorie « Études et essais de langue française » : Lise Noël pour L'Intolérance : une problématique générale
- Prix Jean-Hamelin : Jacques Folch-Ribas pour Le Silence ou Le parfait bonheur
- Prix Robert-Cliche : Jean-Alain Tremblay pour La Nuit des Perséides

## Corée du Sud
- Prix de l'Association des poètes coréens : Jang Ho pour 동경 까마귀
- Prix Dong-in : Kim Munsu pour 만취당기
- Prix de littérature contemporaine (Hyundae Munhak) :
  - Catégorie « Poésie » : Park Jeong-man pour 다 가고」외
  - Catégorie « Roman » : Son Yeong-mok pour 「바다가 부르는 소리」「밀랍인형들의 집」
  - Catégorie « Critique » : Cho Namhyeon pour 평론집『삶과 문학적 인식
- Prix Jeong Ji-yong : Pak Tu-jin pour 서한체(書翰體)
- Prix Kim Soo-young : Kim Jeong-ung pour 천로역정, 혹은
- Prix de poésie Sowol : Lee Seong-bok pour Ah, les choses sans bouche
- Prix Woltan : Gu Hye-yeong
- Prix Yi Sang : Kim Chae-won pour Fantaisie d'hiver

## Espagne
- Prix Cervantes : Augusto Roa Bastos
- Prix Prince des Asturies : Ricardo Gullón
- Prix Nadal : non décerné.
- Prix Planeta : Soledad Puértolas, pour Queda la noche
- Prix national des Lettres espagnoles : Joan Coromines
- Prix national de Narration : Bernardo Atxaga, pour Obabakoak (es) — écrit en basque.
- Prix national de Poésie : Pere Gimferrer, pour El vendaval
- Prix national d'Essai : José Luis Aranguren (es), pour Ética de la felicidad y otros lenguajes
- Prix national de Littérature infantile et juvénile : Andreu Martín et Jaume Ribera (es), pour No demanis llobarro fora de temporada
- Prix Adonáis de Poésie : Juan Carlos Marset, pour Puer profeta
- Prix Anagrama : Víctor Gómez Pin (es), pour Filosofía. El saber del esclavo
- Prix Loewe : Jaime Siles, pour Semáforos, semáforos
- Prix de la nouvelle courte Casino Mieres : Blas Parra Díaz (es), pour Entre las Ruinas
- Prix d'honneur des lettres catalanes : Marià Villangómez (écrivain)
- Journée des lettres galiciennes : Celso Emilio Ferreiro
- Prix de la critique Serra d'Or :
  - Antoni Marí i Muñoz (ca), pour La voluntat expressiva, essai.
  - Lola Badia, pour De Bernat Metge a Joan Roís de Corella, étude littéraire.
  - Josep Maria Castellet, pour Els escenaris de la memòria, biographie/mémoire.
  - Jesús Moncada, pour Camí de Sirga, roman.
  - Pere Gimferrer, pour El vendaval, recueil de poésie.
  - Jaume Fuster (es), pour la traduction du roman Bella del senyor, de Albert Cohen.

## États-Unis
- National Book Award : 
  - Catégorie « Fiction » : John Casey pour Spartina
  - Catégorie « Essais» : Thomas L. Friedman pour From Beirut to Jerusalem
- Prix Agatha :
  - Catégorie « Meilleur roman » : Carolyn Hart pour Something Wicked
  - Catégorie « Meilleure nouvelle » :
- Prix Hugo :
  - Prix Hugo du meilleur roman : Cyteen (Cyteen) par C. J. Cherryh
  - Prix Hugo du meilleur roman court : Le Dernier des Winnebago (The Last of the Winnebagos) par Connie Willis
  - Prix Hugo de la meilleure nouvelle longue : Le Chat de Schrödinger (Schrödinger's Kitten) par George Alec Effinger
  - Prix Hugo de la meilleure nouvelle courte : Kirinyaga (Kirinyaga) par Mike Resnick
- Prix Locus :
  - Prix Locus du meilleur roman de science-fiction : Cyteen (Cyteen) par C. J. Cherryh
  - Prix Locus du meilleur roman de fantasy : Le Prophète rouge (Red Prophet) par Orson Scott Card
  - Prix Locus du meilleur roman d'horreur : Le Sang d'immortalité (Those Who Hunt the Night) par Barbara Hambly
  - Prix Locus du meilleur premier roman : Desolation Road (Desolation Road) par Ian McDonald
  - Prix Locus du meilleur roman court : La Fille du chasseur d'écailles (The Scalehunter's Beautiful Daughter) par Lucius Shepard
  - Prix Locus de la meilleure nouvelle longue : The Function of Dream Sleep par Harlan Ellison
  - Prix Locus de la meilleure nouvelle courte : Eidolons par Harlan Ellison
  - Prix Locus du meilleur recueil de nouvelles : Angry Candy par Harlan Ellison
- Prix Nebula :
  - Prix Nebula du meilleur roman : Healer's War par Elizabeth Ann Scarborough
  - Prix Nebula du meilleur roman court : Les Montagnes du deuil (The Mountains of Mourning) par Lois McMaster Bujold
  - Prix Nebula de la meilleure nouvelle longue : Au Rialto (At the Rialto) par Connie Willis
  - Prix Nebula de la meilleure nouvelle courte : Quelques rides sur la mer de Dirac (Ripples in the Dirac Sea) par Geoffrey A. Landis
- Prix Pulitzer :
  - Catégorie « Fiction » : Anne Tyler pour Breathing Lessons (Leçons de conduite)
  - Catégorie « Biographie et Autobiographie » : Richard Ellmann pour Oscar Wilde
  - Catégorie « Essai » : Neil Sheehan pour A Bright Shining Lie: John Paul Vann and America in Vietnam
  - Catégorie « Histoire » : James M. McPherson pour Battle Cry of Freedom: The Civil War Era et Taylor Branch pour Parting the Waters: America in the King Years 1954–1963
  - Catégorie « Poésie » : Richard Wilbur pour New and Collected Poems
  - Catégorie « Théâtre » : Wendy Wasserstein pour The Heidi Chronicles (Les Chroniques de Heidi)

## Finlande
- Prix Aleksis-Kivi : non décerné
- Prix Kalevi-Jäntti : Kari Hotakainen pour Runokirja
- Prix Eino-Leino : Tuomas Anhava
- Prix national de littérature : Bo Carpelan pour Måla himlen, Hannele Huovi pour Vladimirin kirja
- Prix littéraire de la ville de Tampere : Tuula Kallioniemi pour Aasi ja Morso
- Prix Tollander : Johan Wrede
- Prix Rudolf-Koivu : Kristiina Louhi pour Taivaanpojan verkko de Hannu Mäkelä
- Prix Topelius : Uolevi Nojonen pour Pallo sukassa
- Prix Mikael-Agricola : Sirkka Suomi
- Médaille Anni-Swan : non décerné
- Prix d'écriture Juhana-Heikki-Erkko : Annukka Peura
- Prix Juhana-Heikki-Erkko : Pirkko Lindberg pour Byte
- Médaille Kiitos kirjasta : Timo Pusa pour Tatuoitu sydän
- Prix Arvid-Lydecken : Hannele Huovi pour Vladimirin kirja
- Prix Kaarle : Kerttu-Kaarina Suosalmi
- Prix Pehr-Evind-Svinhufvud : Sampo Ahto pour Talvisodan henki
- Prix du grand club du livre finlandais : non décerné
- Prix Pirkanmaan-Plättä : Tuija Lehtinen pour Joka kimma sen tietää
- Prix Väinö Linna : non décerné
- Prix Pääskynen : Arja Kanerva
- Prix Atorox : Johanna Sinisalo pour Hanna
- Prix Finlandia : Markku Envall pour Samurai nukkuu
- Prix Pikku-Finlandia : Maria Santalo
- Prix Lea : Jussi Kylätasku pour Haapoja
- Prix Tieto-Finlandia : Erik Tawaststjerna pour Jean Sibelius
- Prix Tähtivaeltaja : Kolmas konstaapeli par Flann O'Brien
- Prix Runeberg : Timo Pusa pour Tatuoitu sydän
- Prix Vuoden johtolanka : Radioteatteri (fi)

## France
- Prix Goncourt : Jean Vautrin, Un grand pas vers le Bon Dieu
- Prix Médicis : Serge Doubrovsky, Le Livre brisé
  - Prix Médicis étranger : La Neige de l'amiral d'Alvaro Mutis
  - Prix Médicis essai : Traité des courtes merveilles de Václav Jamek
- Prix Femina : Jours de colère de Sylvie Germain
  - Prix Femina étranger : La Vérité sur Lorin Jones d'Alison Lurie
- Prix Renaudot : Les Comptoirs du Sud de Philippe Doumenc
- Prix Interallié : Le Verger du diable d'Alain Gerber
- Grand prix de littérature de l'Académie française : Roger Vrigny
- Grand prix du roman de l'Académie française : Le Bal du dodo de Geneviève Dormann
- Grand prix de la francophonie : Hubert Reeves
- Prix des Deux Magots : L'Impromptu de Madrid de Marc Lambron
- Prix du Quai des Orfèvres : Godefroy Hofer pour Plongée de nuit
- Prix du Roman populiste : René Frégni pour Les Chemins noirs
- Prix France Culture : Le Dernier des Égyptiens  de Gérard Macé
- Prix du Livre Inter : Petite chronique des gens de nuit dans un port de l'Atlantique Nord de Philippe Hadengue
- Prix des libraires : La Croyance des voleurs de Michel Chaillou
- Prix Novembre (création) : Les Manœuvres d'automne de Guy Dupré
- Prix Décembre : Guy Dupré, Les Manœuvres d'automne
- Prix Roger-Nimier : Daimler s'en va de Frédéric Berthet
- Prix mondial Cino-Del-Duca : Carlos Chagas Filho

## Italie
- Prix Strega : Giuseppe Pontiggia, La grande sera (Mondadori)
- Prix Bagutta : Luigi Meneghello, Bau-sète!, (Rizzoli)
- Prix Campiello : Francesca Duranti, Effetti personali
- Prix Malaparte : Zhang Jie
- Prix Napoli : Carlo Sgorlon, Il caldèras, (Mondadori)
- Prix Viareggio : Salvatore Mannuzzu, Procedure

## Monaco
- Prix Prince-Pierre-de-Monaco : Béatrice Beck

## Royaume-Uni
- Prix Booker : Kazuo Ishiguro pour The Remains of the Day (Les Vestiges du jour)
- Prix James Tait Black :
  - Fiction : James Kelman pour A Disaffection (Le Mécontentement)
  - Biographie : Ian Gibson pour Federico García Lorca: A Life
- Prix WH Smith : Christopher Hill pour A Turbulent, Seditious and Factious People: John Bunyan and His Church
- Prix John-Llewellyn-Rhys : Sylvia Townsend Warner de Claire Harman
- Médaille Carnegie : Anne Fine pour Goggle-Eyes
- Prix Rose-Mary-Crawshay :
  - Valerie Eliot (en) pour The Letters of T.S. Eliot 1888-1922
  - Margaret Smith pour son édition de The Professor de Charlotte Brontë
- Prix Somerset-Maugham : Alan Hollinghurst pour The Swimming Pool Library, Deirdre Madden pour The Birds of the Innocent Wood

## Suisse
- Prix Lipp Suisse : Luc Weibel pour Arrêt sur image, Zoé